# Giorgio Pitacco
Giorgio Pitacco (25. dubna 1866 Piran – 25. srpna 1945 Terst) byl rakouský politik italské národnosti, na počátku 20. století poslanec Říšské rady, v meziválečném období člen italského senátu a starosta Terstu.

## Biografie
Vystudoval práva na univerzitě ve Štýrském Hradci, kde roku 1890 získal titul doktora práv. Angažoval se v politice jako člen italské národně liberální strany. Zasedal v obecní radě v Terstu. Byl tajemníkem, později prezidentem organizace Lega Nazionale, která reprezentovala italské iredentistické proudy v Rakousku a podporovala italské školství a jazyková práva.
Na počátku 20. století se zapojil i do celostátní politiky. Ve volbách do Říšské rady roku 1901 získal mandát v Říšské radě (celostátní zákonodárný sbor) za městskou kurii, obvod Terst, 1. voličský sbor. Zasedal zde do roku 1907. Byl řazen mezi liberální italské poslance. Ve volbách do Říšské rady roku 1907, konaných poprvé podle všeobecného a rovného volebního práva, se poslancem nestal. Uváděl se tehdy coby italský liberální kandidát. Uspěl ovšem v doplňovacích volbách roku 1909, kdy byl zvolen za obvod Terst 3. Nastoupil 24. listopadu 1909 místo Silvia Pagniniho. Byl členem poslanecké frakce Klub liberálních Italů. Mandát obhájil za týž obvod i ve volbách do Říšské rady roku 1911, usedl opět do Klubu liberálních Italů. K roku 1911 se profesně uvádí jako magistrátní asesor. Coby poslanec se profiloval jako zastánce jazykových práv rakouských Italů a podporoval zřízení italské univerzity v Terstu.
Po vypuknutí světové války se uchýlil do Itálie a v Rakousku byl mezitím vyloučen z Říšské rady. V červenci 1917 při obnovení zasedání Říšské rady byl totiž vyzván, aby do 30 dnů udal důvody své absence v parlamentu, načež byl v září pro neomluvenou účast zbaven mandátu. Byl zároveň obžalován z velezrady pro své separatistické proitalské aktivity a byly mu zabaveny jeho nemovitosti. Po bitvě u Caporetta roku 1917 byl prezidentem jadranské sekce iredentistické organizace Associazione Politica fra gli Italiani Irredenti a působil u dohodových kruhů v Paříži a Londýně za přičlenění etnicky italských regionů Rakouska-Uherska k Itálii.
Po válce byl od roku 1922 do roku 1926 a opět v období let 1928–1933 starostou Terstu. Roku 1923 byl jmenován členem italského senátu. V roce 1939 se stal státním ministrem (Ministro di stato, čestný titul bez faktické exekutivní funkce).